# ديكي ناكامورا
ديكي ناكامورا (باليابانية: 中村大樹؛ بالكانا: なかむら だいき) هو مؤدي صوت ياباني، ولد في 15 ديسمبر 1962 في طوكيو في اليابان.

## وصلات خارجية
- ديكي ناكامورا على موقع IMDb (الإنجليزية)
- ديكي ناكامورا على موقع ميوزك برينز (الإنجليزية)
- ديكي ناكامورا على موقع قاعدة بيانات الفيلم (الإنجليزية)
- ديكي ناكامورا على موقع ANN person (الإنجليزية)